# Союз 7К-ЛОК
Союз 7К-ЛОК (сокр. от «Лунный орбитальный корабль»), по заводской нормали — 11Ф93, — советский межпланетный корабль, разработанный для запуска космонавтов от Земли на орбиту вокруг Луны и доставки лунного корабля. Проект развивался параллельно проекту Союз 7К-Л1.
ЛОК должен был доставить двух космонавтов на окололунную орбиту, выполняя роль «носителя» лунного корабля, который доставлял 1 космонавта на поверхность Луны, а по окончании работ на поверхности Луны должен был вернуть космонавтов на Землю.

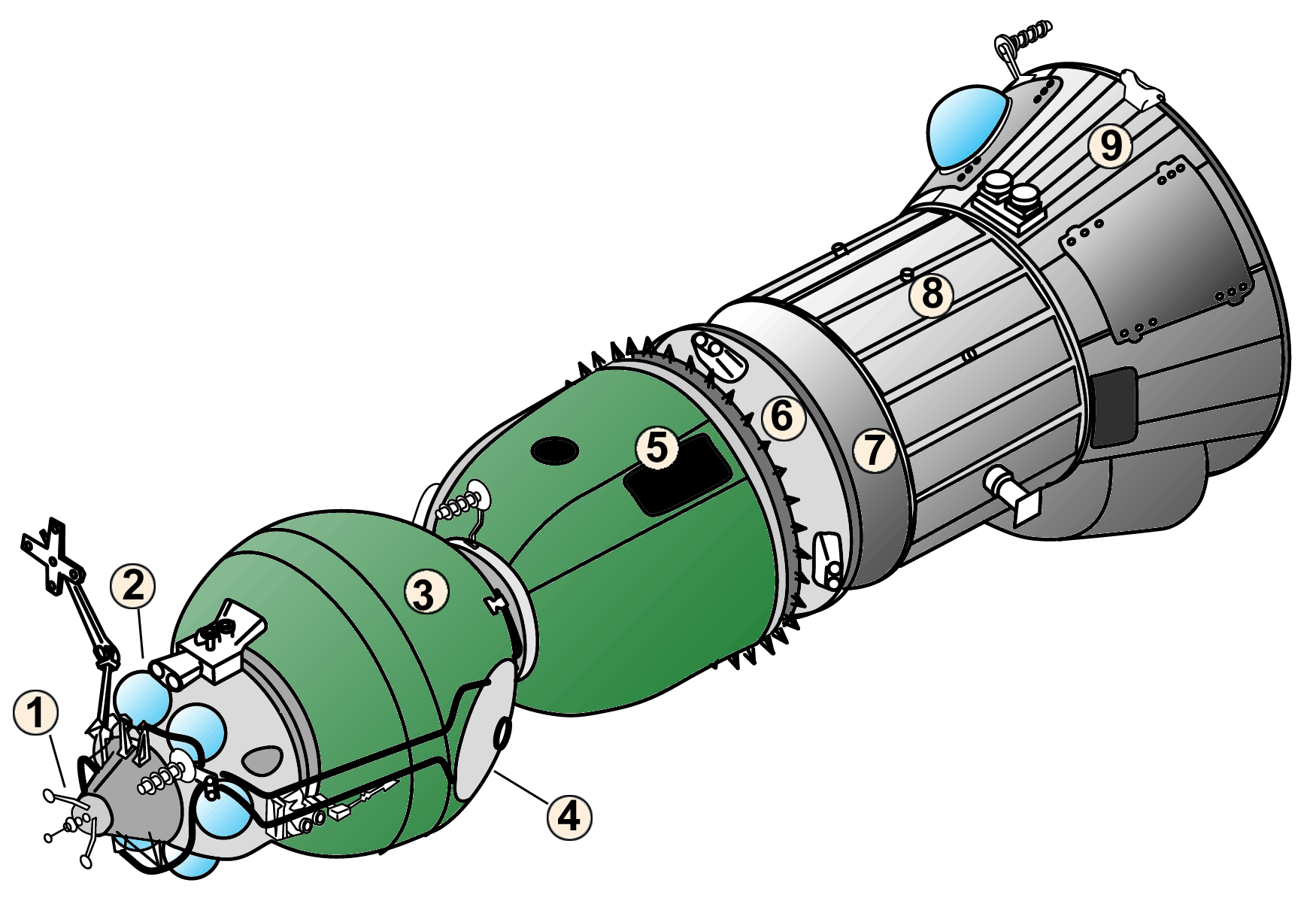
7К-ЛОК

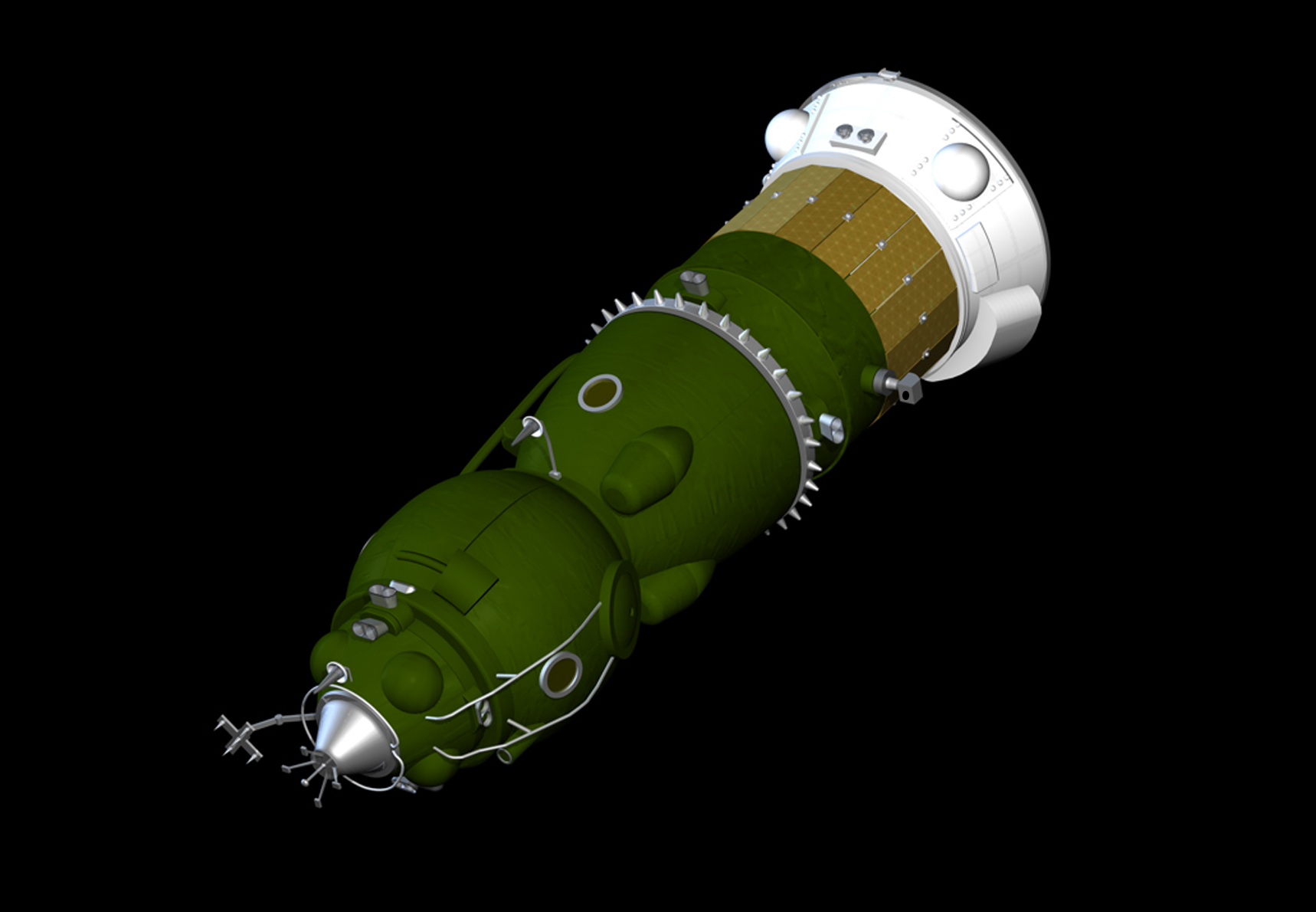
Компьютерная модель 7К-ЛОК

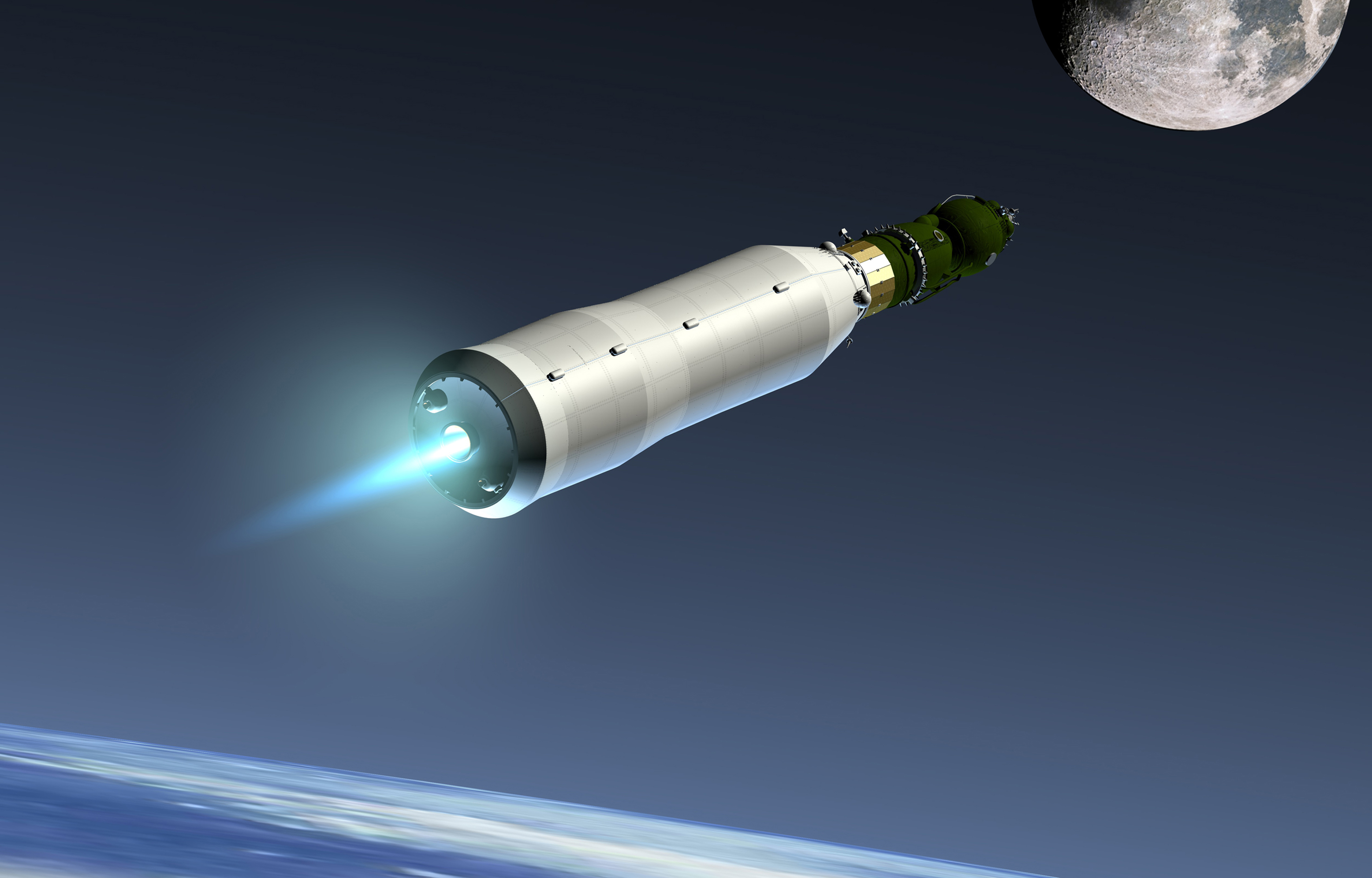
Компьютерная модель выхода комплекса Л3 с 7К-ЛОК на траекторию полета к Луне

## История создания
В декабре 1962 ОКБ-1 представило в ГКОТ согласованные с Главными конструкторами «Исходные данные и основные технические требования к проектированию стартового комплекса для ракеты Н1». 13 ноября 1963 Комиссия ВСНХ СССР своим решением одобрила межведомственный график разработки проектной документации для комплекса сооружений, необходимых для летной отработки РН Н1, исключив именно строительство и материально-техническое снабжение.
Постановлением Правительства от 24 декабря 1963 определены производители и поставщики агрегатов и систем стартовой позиции и комплекса специального наземного технологического оборудования. В то же время предложения Министерства Обороны СССР о необходимых ассигнованиях утверждены не были, а выделенных на 1965 в размере одной трети необходимых на строительно-монтажные работы было явно недостаточно.
К началу 1964 года общее отставание работ от предусмотренных сроков составило 1-2 года и было настолько ощутимым, что Постановлением от 19 июня 1964 года срок начала лётно-конструкторских испытаний перенесён на 1966 год.
В Постановлении от 3 августа 1964 года впервые было определено, что важнейшей задачей в исследовании космического пространства с помощью ракеты-носителя Н1 является освоение Луны с высадкой экспедиций на ее поверхность и последующим возвращением их на Землю.
Ракетный комплекс, в состав которого входили РН Н1 и месячная система для посылки на поверхность Луны с последующим возвращением на Землю экипажа в составе двух человек (посадка на Луну предполагала одного человека), получил обозначение Н1-Л3.

Сравнение Орбитального корабля Аполлон и ЛОК

7К-ЛОК в комплексе Л3

Основными разработчиками лунной системы Л3 были:
- — ОКБ-1 - главная организация для системы в целом, по разработке ракетных блоков Г и Д, двигателей для блока Д и разработке лунного (ЛК) и лунного орбитального (ЛОК) кораблей;
- — ОКБ-276 (Н. Д. Кузнецов) — по разработке двигателя блока Г;
- — ОКБ-586 (М. К. Янгель) — по разработке ракетного блока Е лунного корабля и двигателя этого блока;
- — ОКБ-2 (А. М. Исаев) — по разработке двигательной установки (баки, ПГ системы и двигатель) блока I лунного орбитального корабля;
- — НИИ-944 (В. И. Кузнецов) — по разработке системы управления системы Л3;
- — НИИ-885 (М. С. Рязанский) — из радиоизмерительного комплекса;
- — Продукции ВО Спецмаш (В. П. Бармин) — из комплекса наземного оборудования системы Л3.

Были определены и сроки начала лётно-конструкторских испытаний — 1966 г. и осуществление экспедиции 1967—1968 гг.

## Реализация программы
Началу работ предшествовали исследования по выбору принципиальной схемы лунной системы Л3, ее основных характеристик, применяемых компонентов топлива, а также характеристик РН, обеспечивающих решение задачи.
После выбора принципиальной схемы системы Л3 основное внимание при проектировании было уделено выбору компонентов топлива и блоков их двигателей с учетом энергетических характеристик, накопленного опыта разработки, заданной надежности и сроков создания.
Работы по созданию водородных двигателей, проводившихся ОКБ-2 и заводом «Сатурн» (А. Люлька), находились на начальной стадии, отсутствовала стендовая испытательная база. Готовность этих двигателей в определенные сроки не обеспечивалась. Для блока Г наиболее оптимальным оказался двигатель на компонентах «кислород-керосин» с тягой 40 тс, используемый на блоке В РН, для блока Д — двигатель на компонентах «кислород-керосин» тягой 8,5 тс, разрабатываемый ДКБ-1 для ракеты ГР-1 (8К713). Поскольку для малых запасов топлива энергетические характеристики низкокипящих и высококипящих окислителей практически равны, а к ракетным блокам лунного и лунного орбитального кораблей предъявляются требования высокой эксплуатационной надежности при длительном пребывании в космосе с учетом их многократных запусков, в качестве компонентов топлива были выбраны двигатели на "АД+ НДМГ" с тягой до 800 кгс для ЛОК и с тягой 2 тс с дросселированием тяги до 800 кгс для ЛК (оба с дублированием).

## Конструкция
Система Л3 состояла из разгонных ракетных блоков Г и Д, ЛОК (собственно корабль и ракетный блок I) и ЛК (собственно корабль и ракетный блок Е), головного обтекателя (силовой каркас при наземной эксплуатации и защите системы от аэродинамического и теплового воздействия при прохождении плотных слоев атмосферы), сбрасываемого при достижении определенных скоростных напоров, двигательной установки системы аварийного спасения (САП), обеспечивающей отвод спускаемого аппарата ЛОК от аварийной РН.
ЛОК радикально отличается от других космических аппаратов серии «Союз» (космический аппарат) во всем. Модуль ПВ отличались от основного в Союз 7К-ОК в том, что на нем расположена система стыковки «Контакт», системы управления модулем, а купол позволяет космонавту делать ручную визуальную стыковку с ЛК лунного посадочного модуля. Спусковой аппарат имел форму аналогичную Союз 7К-ОК, но был значительно тяжелее, чем любой 7К-ОК, запускавшийся на околоземную орбиту, или Союз 7К-Л1, летавший на окололунную орбиту и возвращавшийся на землю. ПВ/СА сервисный модуль радикально отличается от других в серии «Союз» (космический аппарат). Это демонстрирует наличие «Блока И» (топливного блока) с гораздо более мощным двигателем и большим запасом топлива (необходимым для маневра схода с лунной орбиты). Питание корабля осуществлялось от кислородно-водородных топливных элементов, что было впервые для советских космических кораблей.
Лунный орбитальный корабль состоял из пускаемого аппарата, бытового отсека, на котором был расположен специальный отсек с двигателями ориентации и причаливания и агрегатами системы стыковки, и приборно-агрегатного отсека цилиндрической формы с конической «юбкой», в которой размещался ракетный Блок I. Бытовой отсек служил одновременно шлюзовой камерой при переходе космонавта в лунный корабль через открытый космос (после надевания лунного скафандра «Кречет»).

### Построение и подготовка ЛОК
Изготовление главного блока комплекса Н1-Л3 было поручено ЗЭМ (ЛК, ЛОК, блок Д, верхний переходник, сборка системы Л3 и главного блока в целом; контроль геометрических параметров главного блока и комплекса в целом); заводу им. Хруничева (В. И. Челомей) — главный обтекатель; заводу "Прогресс" — блок Г.
Изготовление блока Д и ЛОК особого труда не составляло, так как в это время изготовлялся аналогичный блок Д для системы Л1, а отсеки ЛОК (ПВ, СА, ПАО) были аналогичны соответствующим отсекам УК 7К-ОК.
Подготовка производства ЛК, блока двигателей ориентации и энергоотсека проводилась в полном объеме.
Сборка ЛОК с транспортабельных элементов, окончательный сбор ЛК, работы с блоками Г и Д, сборка обтекателей, контроль геометрических параметров и проведение пневмоэлектроиспытаний осуществлялись в монтажно-испытательном корпусе космических объектов.
Отработка систем разделения блоков РН осуществлялась на ТП в МВК РН.
Отработки систем расстыковки ЛК и ЛОК в штатных и аварийных ситуациях, систем стыковки, отделение блока Д и разделение его элементов в полном объеме были выполнены на производственных площадях ЗЭМ.
Экспериментальная отработка пневмогидравлических систем ДУ подтвердила их надежную работу при длительном пребывании в условиях невесомости.
Блок Д успешно прошел испытания в условиях космоса по программе Л1: (запуски космических аппаратов «Зонд-4» 2 марта 1968 г. , «Зонд-5» 16 сентября 1968 г. и «Зонд-6» 10 ноября 1968 г. и ЛК с ракетным блоком Е на орбиту ИСЗ в составе объекта Т2К 24 ноября 1970, 26 февраля и 12 августа 1971 года.

## Полёты

Корабля 7К-ЛОК в составе корабля-комплекса Л3

По программе были запущены 11 космических кораблей, но лишь 4 из них смогли совершить облёт Луны. Они совершили облёт в облегчённом варианте, без пилотов. Всего было осуществлено 7-8 запусков, но пилотируемые полёты так и не были начаты. В январе 1970 года программа была закрыта. Для выполнения программы были подготовлены 3 экипажа: Леонов-Макаров, Быковский-Рукавишников и Попович-Севастьянов.
Состоялось два запуска корабля 7К-ЛОК для беспилотных испытательных полётов:
- 2 декабря 1970 года под названием «Космос-382» упрощенный 7К-ЛОК был запущен ракетой-носителем УР500К «Протон» на околоземную орбиту[3]. На борту находилась экспериментальная установка «Роса» для проверки системы жизнеобеспечения[4].
- 23 ноября 1972 года штатный 7К-ЛОК (вместе с упрощенным ЛК) был запущен для автоматического полёта к Луне в четвёртом и ставшем последним запуске ракеты-носителя Н-1, которая взорвалась через 107 секунд после старта из-за аварии двигателей первой ступени.

В марте 1976 года советская пилотируемая лунно-посадочная программа Н1-Л3 была закрыта и начата программа «Буран».

## Перспективное будущее
Хотя аппарат никогда не побывал в реальных космических полетах, рассматривалась возможность совершения совместных российско/европейских полетов на орбиту вокруг Луны, что могло быть ответом на впоследствии упраздненную программу НАСА «Созвездие», хотя это уже должен был быть качественно другой аппарат, но все же на основе корабля 7К-ЛОК, с большим сходством с модификацией Союз TMA (панели солнечных батарей, система стыковки, системы обмена информацией и так далее).
Идея же туристических полетов в сотрудничестве с компанией Space Adventures практического выражения не получила.

## Галерея

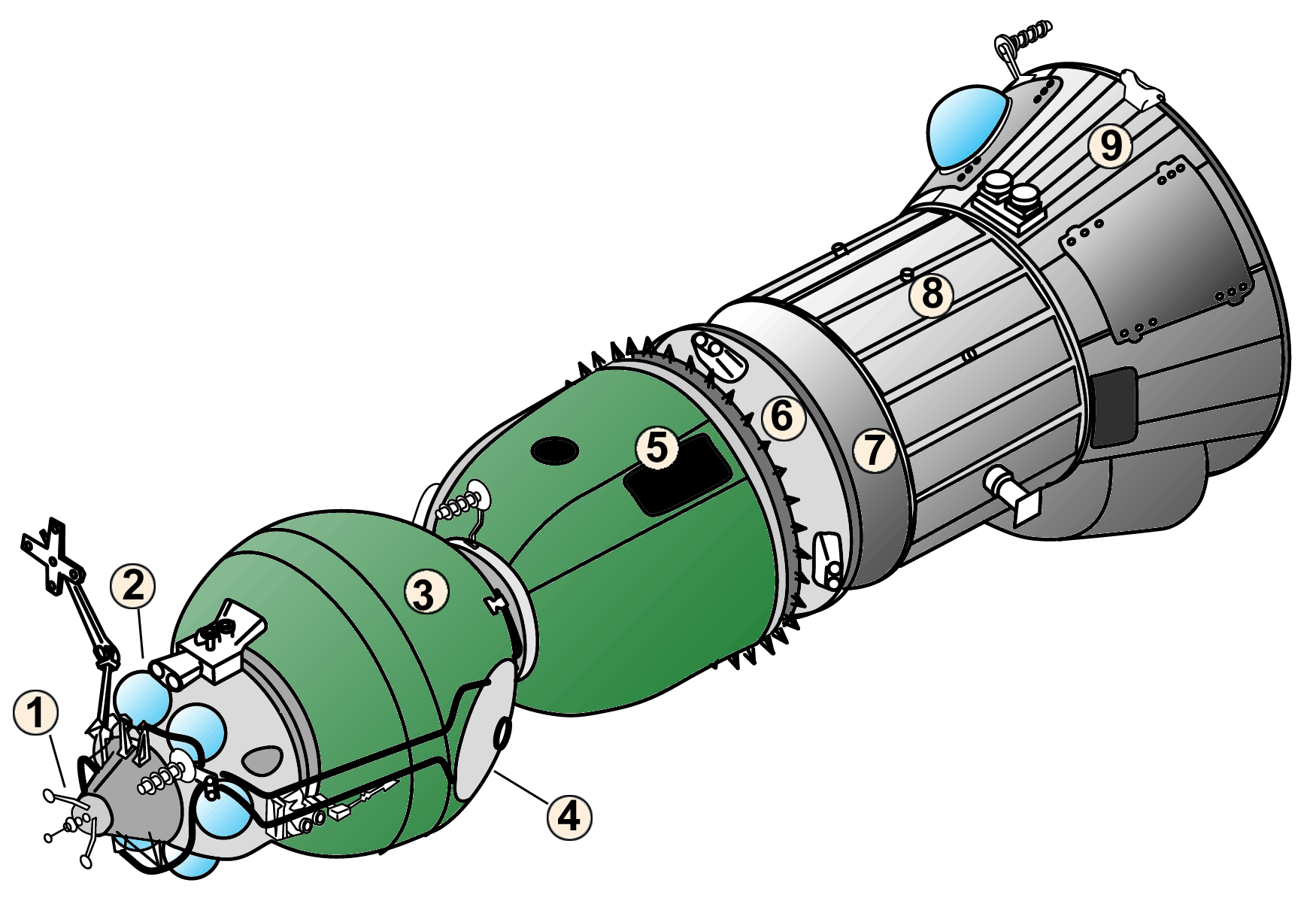
Детальный рисунок корабля 7К-ЛОК
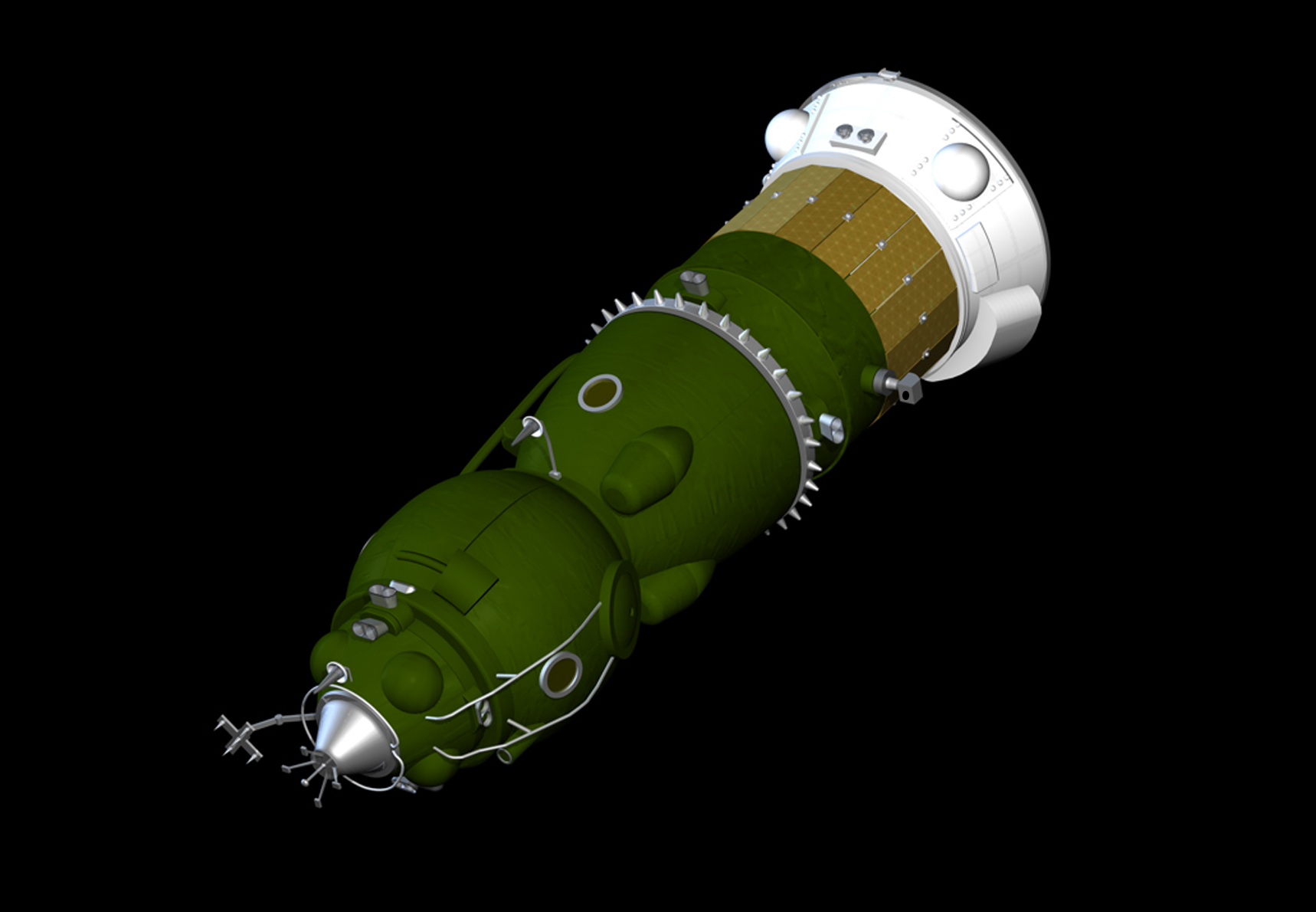
Компьютерная модель корабля 7К-ЛОК
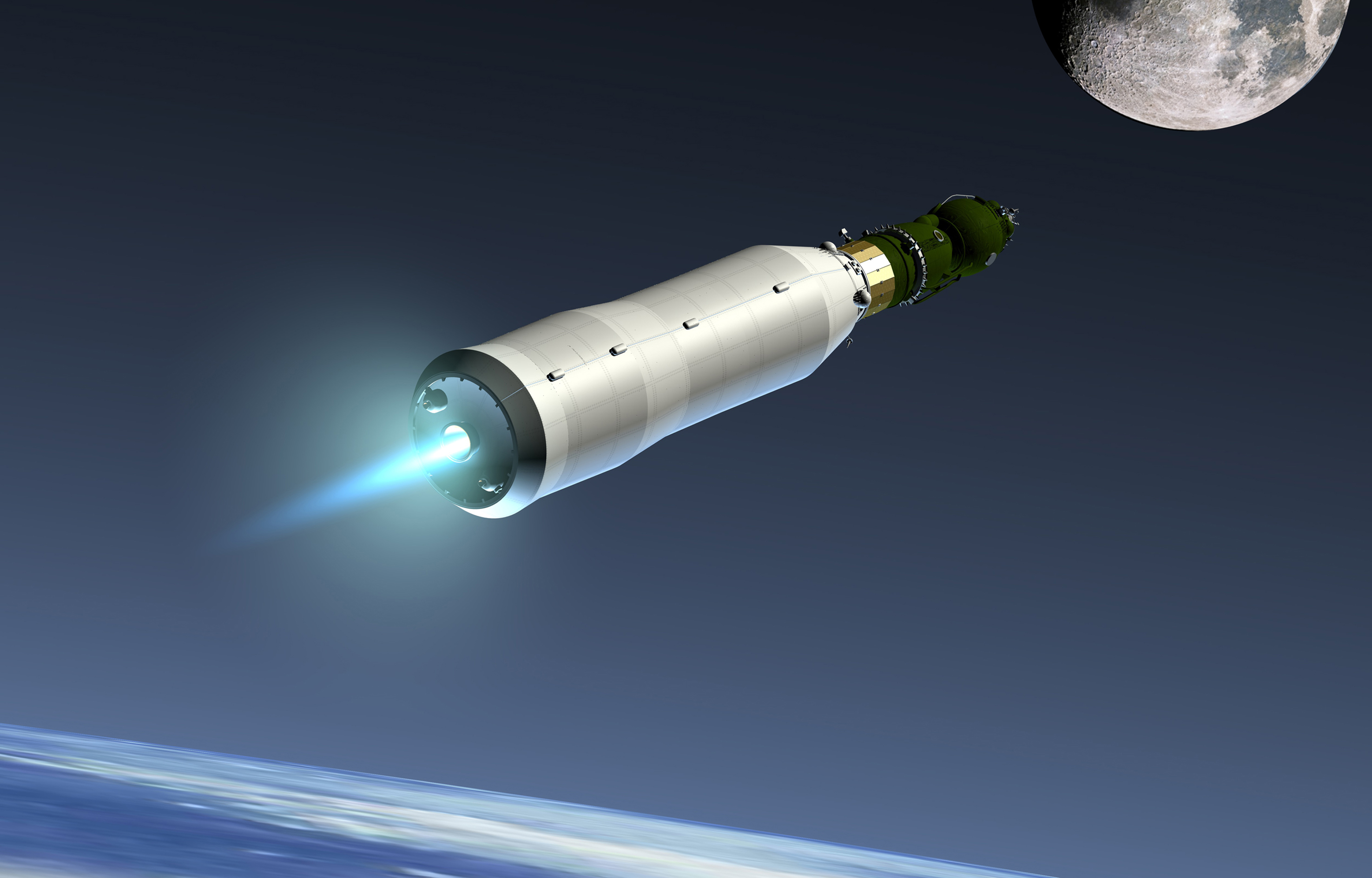
Компьютерная модель выхода корабля 7К-ЛОК на орбиту

## См также
- Союз 7К-Л1
- Лунный корабль
- Космос-398
- Космос-379